# نیکولاس سیوالد
نیکولاس سیوالد (انگلیسی: Nicolas Seiwald؛ زادهٔ ۴ مهٔ ۲۰۰۱) بازیکن فوتبال اهل اتریش است.
از باشگاه‌هایی که در آن بازی کرده‌است می‌توان به باشگاه فوتبال لیفرینگ اشاره کرد.
وی همچنین در تیم‌های ملی فوتبال زیر ۲۱ سال اتریش و اتریش بازی کرده‌است.